# Saison 1978-1979 de l'AS Nancy-Lorraine
Chronologie
Saison précédente Saison suivante
L'AS Nancy-Lorraine s'aligne pour la saison 1978-1979 en Ligue 1, en Coupe de France et en Coupe d'Europe des vainqueurs de coupe de football 1978-1979.

## Saison

### Ligue 1
| Clubs               | Domicile | Extérieur |
| ------------------- | -------- | --------- |
| Angers              | 2-2      | 1-2       |
| Bastia              | 5-1      | 1-5       |
| Bordeaux            | 4-1      | 0-0       |
| Laval               | 2-3      | 4-1       |
| Lille               | 3-1      | 3-4       |
| Lyon                | 1-1      | 1-2       |
| Marseille           | 5-0      | 2-3       |
| Metz                | 1-1      | 1-3       |
| Monaco              | 1-2      | 3-1       |
| Nantes              | 3-2      | 0-3       |
| Nice                | 3-1      | 2-2       |
| Nimes               | 3-0      | 0-3       |
| Paris FC            | 5-1      | 1-1       |
| Paris Saint-Germain | 2-1      | 1-2       |
| Reims               | 3-1      | 4-0       |
| St-Etienne          | 1-1      | 2-3       |
| Sochaux             | 1-2      | 2-1       |
| Strasbourg          | 0-0      | 0-3       |
| Valenciennes        | 4-0      | 0-1       |

### Coupe de France
| Tour    | Club      | Score     |
| ------- | --------- | --------- |
| 1/32ème | Creil     | 8-2       |
| 1/16ème | Lens      | 2-1 / 3-3 |
| 1/8ème  | Angoulême | 1-0 / 0-3 |

## Coupe d'Europe
| Tour    | Club            | Score     |
| ------- | --------------- | --------- |
| 1/16ème | Frem Copenhague | 0-2 / 4-0 |
| 1/8ème  | Servette Genève | 1-2 / 2-2 |